# University of Minnesota Duluth

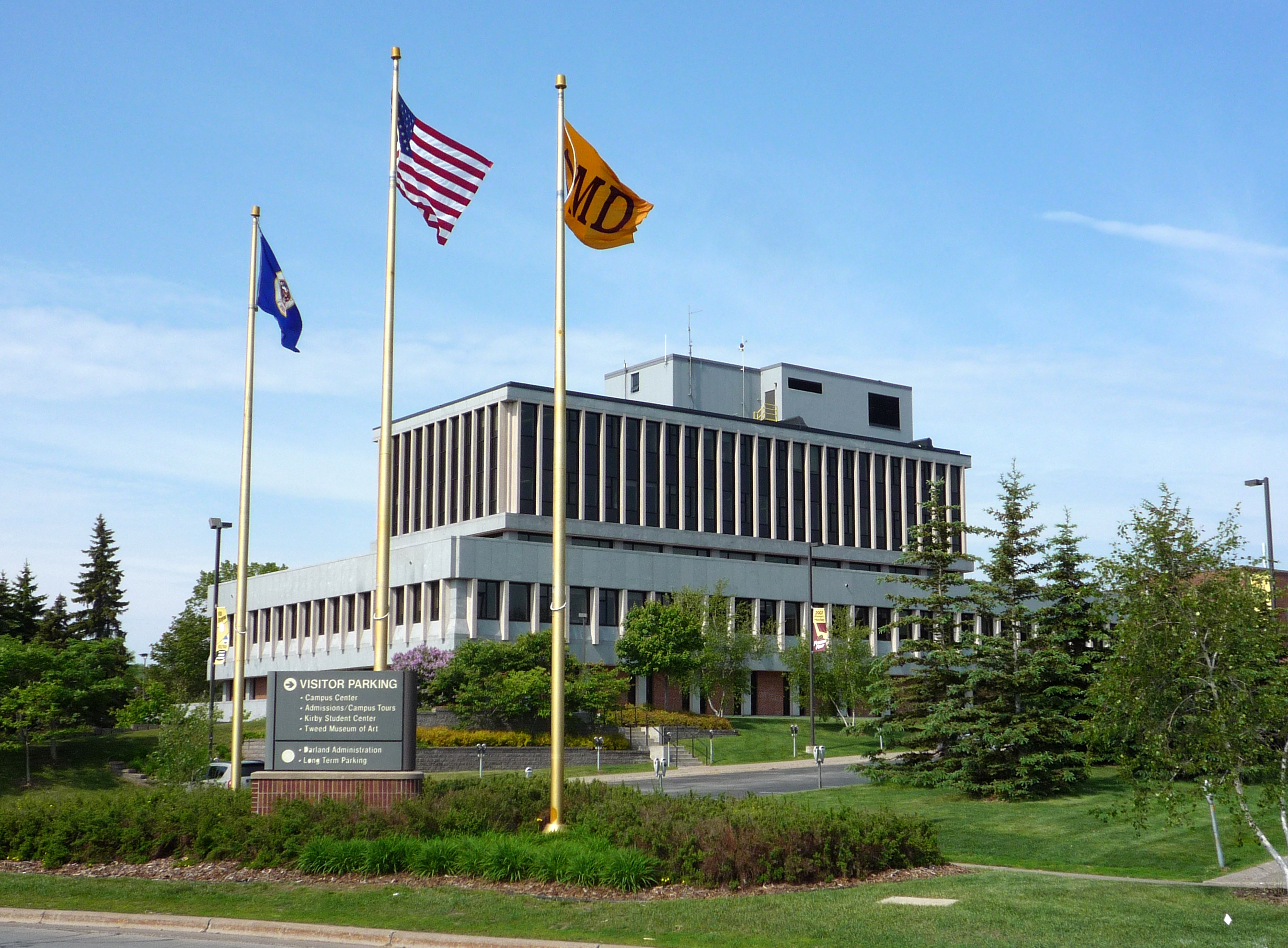
Darland Administration Building

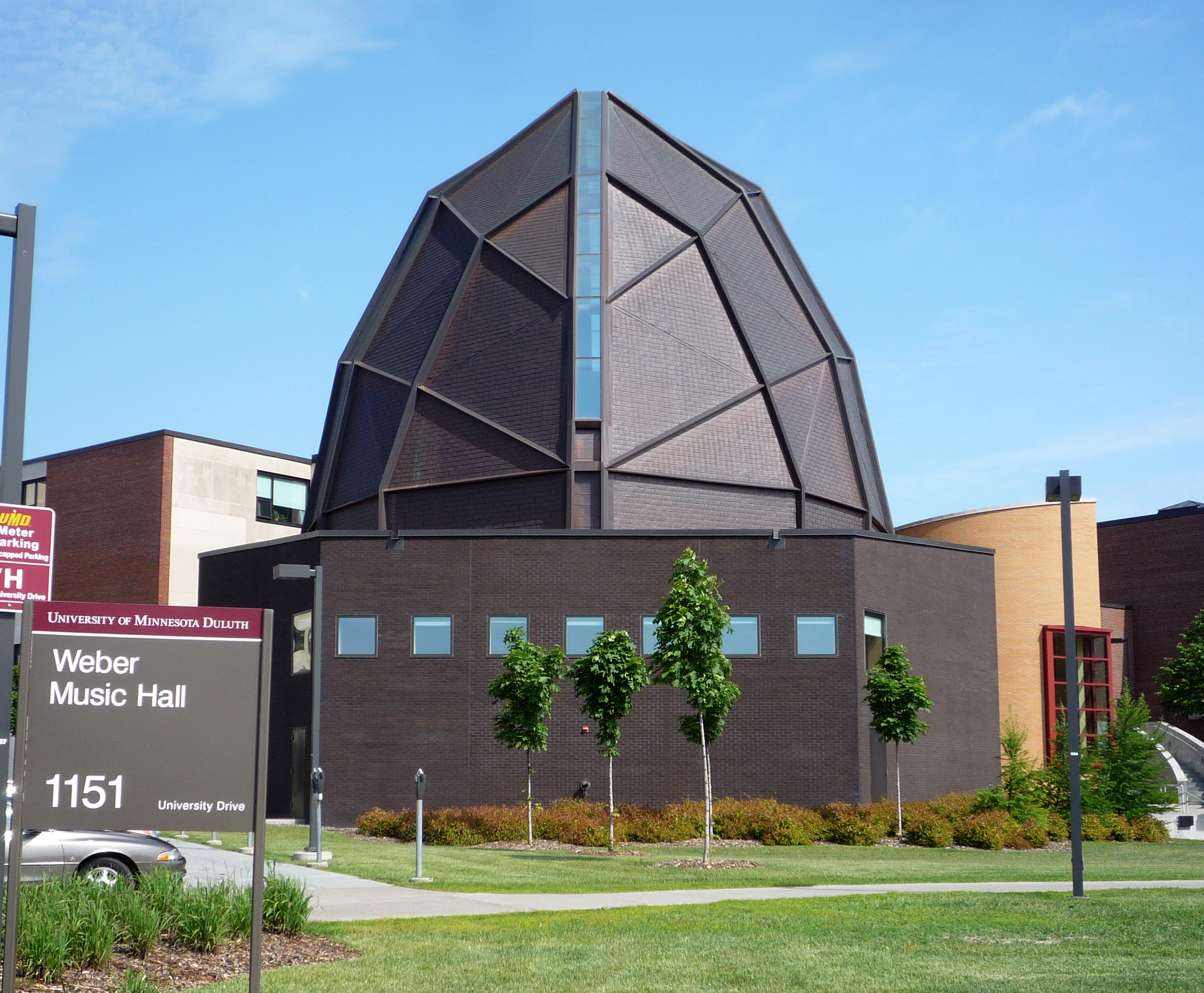
Weber Music Hall (César Pelli)

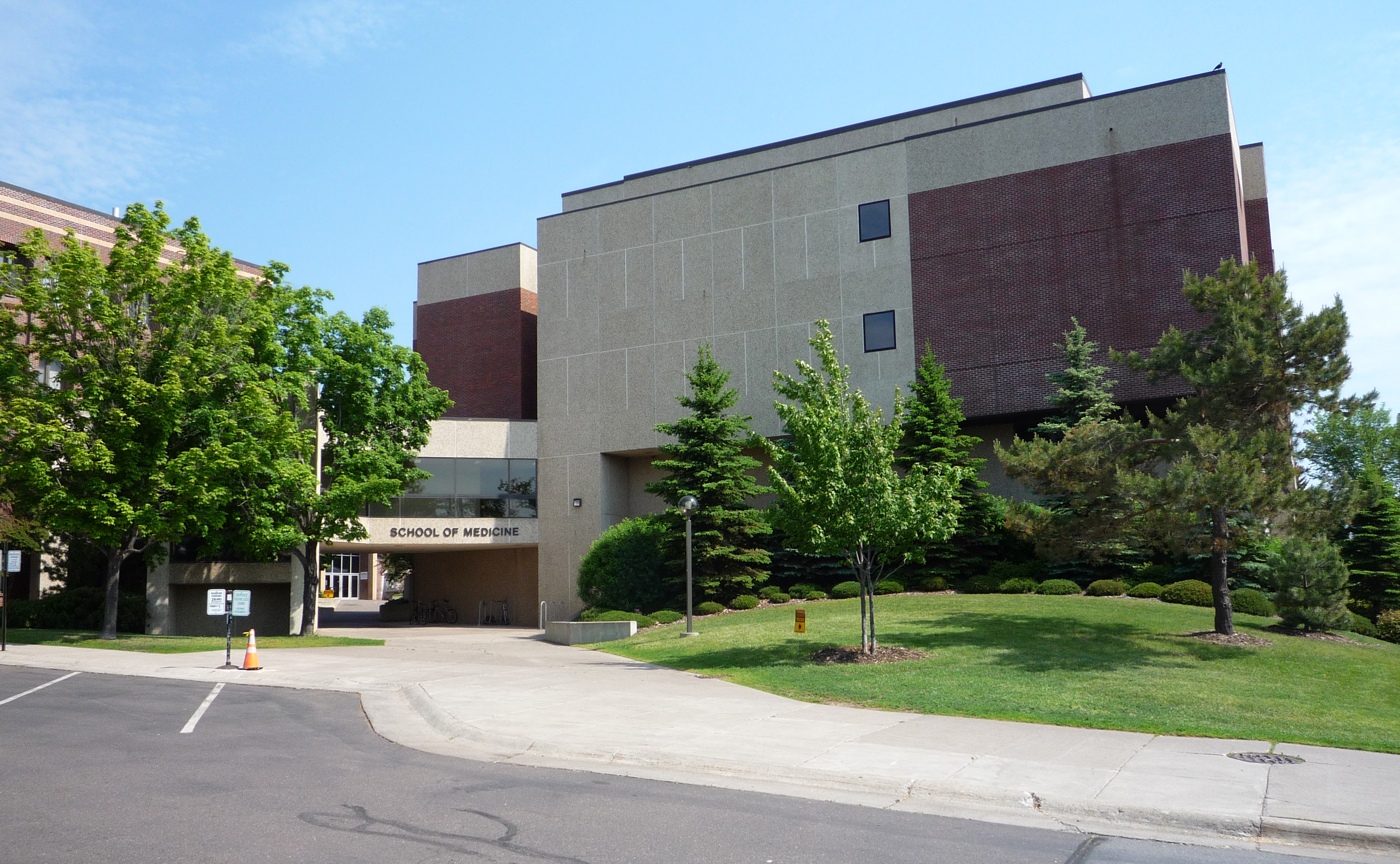
School of Medicine

Die University of Minnesota Duluth (auch UMD) ist eine staatliche Hochschule in Duluth im US-Bundesstaat Minnesota. Mit 11.200 Studenten ist sie der zweitgrößte Standort des University of Minnesota System. Die Hochschule wurde 1947 gegründet.

## Fakultäten
- Geisteswissenschaften
- Medizin
- Naturwissenschaften und Ingenieurwesen
- Pädagogik und Human Service Professions
- Pharmazie
- Schöne Künste
- Wirtschaftswissenschaften (Labovitz School of Business and Economics)
- Graduate School

## Sport
Die Sportteams der Hochschule heißen Bulldogs. Sie treten mit Ausnahme der Eishockeyteams in der North Central Conference (Division II der National Collegiate Athletic Association) an. Die Eishockeyteams treten in der Western Collegiate Hockey Association (Division I) an.
2008 gewannen die Bulldogs im Football die National Football Championship, welches den ersten Titel der UMD in der Division II überhaupt darstellt. 2010 wurde dieser Erfolg wiederholt.
Am 9. April 2011 gewann das Männer-Eishockeyteam durch einen 3:2-Erfolg in der Verlängerung gegen die University of Michigan erstmals die US-Collegemeisterschaft der NCAA. Das Frauen-Eishockeyteam gewann fünfmal den NCAA-Titel.

## Bekannte Studenten
- Jim Brandenburg, Fotograf und Filmregisseur
- Justin Faulk, Eishockeyspieler
- Jennifer Harß, Eishockeyspielerin
- Brett Hull, Eishockeyspieler
- Alex Iafallo, Eishockeyspieler
- Lorenzo Music, Schauspieler
- Don Ness, Bürgermeister von Duluth
- Matt Niskanen, Eishockeyspieler
- Mark Pavelich, Eishockeyspieler
- Neal Pionk, Eishockeyspieler
- Glenn Resch, Eishockeyspieler
- Alex Stalock, Eishockeytorwart
- Carson Soucy, Eishockeyspieler
- Dominic Toninato, Eishockeyspieler
- Brian Kobilka, Mediziner und Nobelpreisträger